# 普拉薩市 (委內瑞拉)

普拉薩市（西班牙語：Municipio Plaza），是委內瑞拉的一個市，位於該國北部米蘭達州，首府設於瓜雷納斯，始建於1881年4月27日，面積180平方公里，2011年人口208,663，人口密度每平方公里1,159人。